# والتر (آلاباما)
والتر (به انگلیسی: Walter) یک منطقهٔ مسکونی در ایالات متحده آمریکا است که در آلاباما واقع شده‌است. والتر ۲۱۸٫۸۵ متر بالاتر از سطح دریا واقع شده‌است.